# Kirtipur
Kirtipur (en nepalí: कीर्तिपुर, Nepal Bhasa: किपू,) es una antigua ciudad de Nepal. Está localizada en el distrito de Katmandú en la Zona Bagmati, a 5 km al suroeste de Katmandú. Es uno de los cinco municipios del Valle de Katmandú.

## Etimología
El término Kirtipur viende de kirti (gloria) y pur (ciudad).

## Demografía
Originalmante fundada por los newari, Kirtipur aún sigue siendo un centro de cultura newari. Se ha integrado con las localidades colindantes para dar lugar a una municipalidad con una población de 50 000 habitantes. 

## Historia
En la fecha Bikram Sambat del año 1826 a. C. fue anexionado al Reino Gorkhali de Nepal por el rey Prithvi Narayan Shah en su tercer intento, después de haber sobornado al guardián de la ciudad. Acto seguido, y con el propósito de enojar a la ciudad de Kirtipur, cortó la nariz a todos los hombres de la ciudad.
Kitipur fue el escenario de la manifestación de inspiración pacífica en masa de 2006 que desbancó los poderes del rey. La ciudad es considerada antimonárquica por su amarga historia contra la dinastía Shah.